# Lendava
Pour les articles homonymes, voir Lendava (homonymie).

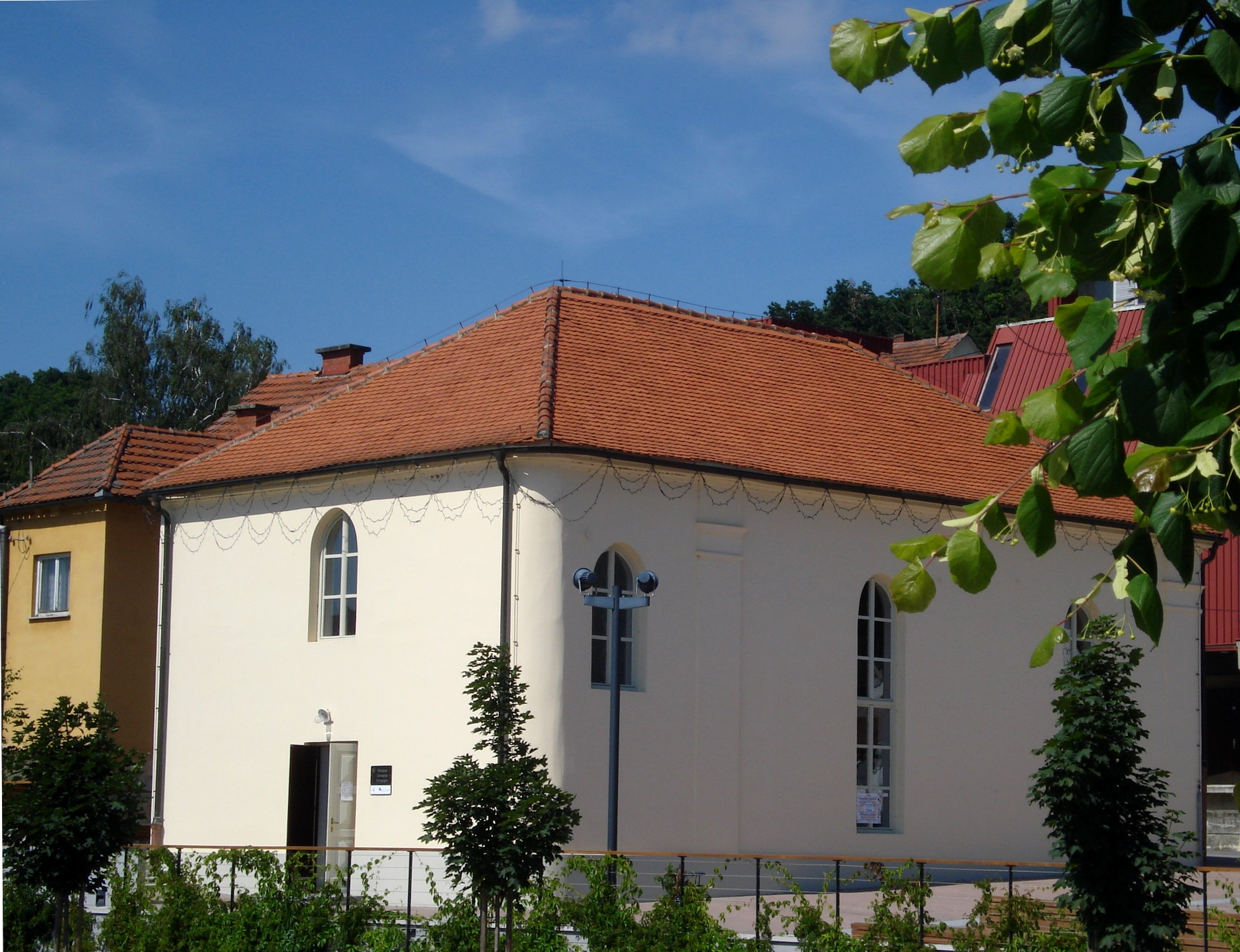
Synagogue de la ville.

Lendava, autrefois Donja Lendava, (Lendva en hongrois et en croate, Lindau en allemand, prekmure Dolenja Lendava) est une commune slovène située juste à la frontière de la Hongrie et de la Croatie dans la région du Prekmurje. Les langues officielles de la commune sont le slovène et le hongrois.

## Étymologie
Son nom vient du mot slave lendava qui signifie « jachère » ou « ambroisie ». La rivière qui arrose la commune porte également ce nom.

## Géographie
Située au Nord-Est de la Slovénie dans la région du Prekmurje, la commune est située sur la plaine de Pannonie. Elle fait partie du bassin hydrographique du Danube.

### Villages
Les villages qui composent la commune sont Banuta, Benica, Brezovec, Dolga vas, Dolgovaške Gorice, Dolina pri Lendavi, Dolnji Lakoš, Čentiba, Gaberje, Genterovci, Gornji Lakoš, Hotiza, Kamovci, Kapca, Kot, Lendava, Lendavske Gorice, Mostje, Petišovci, Pince, Pince-Marof, Radmožanci et Trimlini.

## Histoire
L'ouverture d'une voie ferrée de Zalaegerszeg à Čakovec via Lendava coïncida avec une phase d'industrialisation. Mais, à la suite du traité de Trianon, Lendava fut annexée au Royaume des Serbes, Croates et Slovènes après la Première Guerre mondiale. Privée de relations avec le reste du Comté de Zala qui était resté hongrois (la voie ferrée étant fermée à la frontière) et très excentrée dans son nouvel État, la ville connut alors une phase de déclin. Elle fut de nouveau annexée à la Hongrie de 1941 à 1945. Après la Seconde Guerre mondiale, l'assimilation de la population hongroise s'accéléra. Dans la Slovénie indépendante, la minorité hongroise est maintenant protégée et Lendava/Lendva est une commune bilingue dont les Hongrois forment plus du tiers de la population totale.
Une famille aristocratique hongroise, éteinte en 1664, portait le nom de ce village depuis le XIIIe siècle. La famille comtale Bánffy de Alsólendva.
La commune avait une communauté juive avant la Seconde Guerre mondiale et la Shoah. La synagogue de la ville est l'une des seules du pays.

## Démographie
Entre 1999 et 2008, la population de la commune de Lendava a légèrement diminué pour atteindre un peu plus de 11 000 habitants.

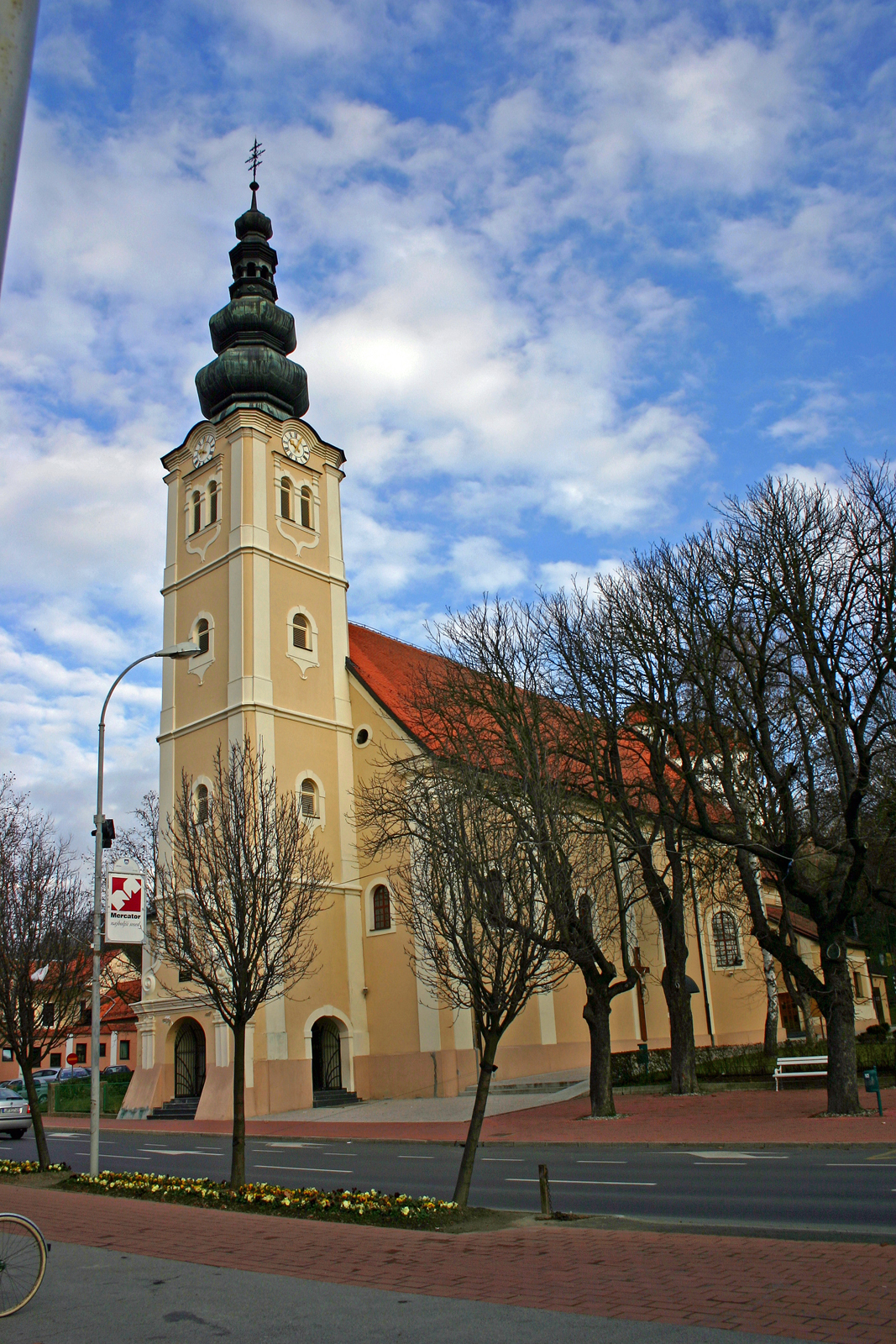
Église de Lendava.

## Monuments et sites touristiques
- Le château de Lendava  : mentionné la première fois dans des documents en 1192. L'aspect actuel lui a été donné au XVIIIe siècle. Depuis 1973, il est devenu l'institution Lendava qui abrite un musée archéologique, historique et ethnologique, et une galerie d'exposition du patrimoine artistique dont une salle est dédiée au célèbre sculpteur György Zala originaire de Lendava.

- L'église paroissiale catholique Sainte-Catherine-d'Alexandrie.
- L'église évangélique.
- La synagogue de la ville est aujourd'hui reconvertie en centre culturel et en musée juif avec une exposition sur la communauté juive locale[3].

## Personnages célèbres
- György Zala (1858 - 1937), sculpteur natif de Lendava
- Duša Počkaj (1924-1982), actrice native de Lendava

## Démographie
La population de la ville est restée assez stable sur la période 1999 - 2021 avec environ 11 000 habitants.
Évolution démographique
| 1999   | 2000   | 2001   | 2002   | 2003   | 2004   | 2005   | 2006   | 2007   |
| ------ | ------ | ------ | ------ | ------ | ------ | ------ | ------ | ------ |
| 11 799 | 11 774 | 11 714 | 11 642 | 11 598 | 11 523 | 11 454 | 11 402 | 11 434 |
| 2008   | 2009   | 2010   | 2011   | 2012   | 2013   | 2014   | 2015   | 2016   |
| 11 384 | 11 157 | 11 114 | 11 026 | 10 997 | 10 721 | 10 609 | 10 575 | 10 538 |
| 2017   | 2018   | 2019   | 2020   | 2021   |        |        |        |        |
| 10 506 | 10 406 | 10 411 | 10 426 | 10 486 |        |        |        |        |

## Jumelage
La ville de Lendava est jumelée avec :
- Zalaegerszeg (Hongrie).